# Архимандрит Пимен (Милић)
Пимен (световно Пејча Милић; Ораовица, код Грделице, 4. септембар 1920 — Манастир Прохор Пчињски, 15. децембар 1990) био је српски православни архимандрит и игуман Манастира Прохора Пчињскога и народни трибун.

## Биографија
Игуман Пимен Милић рођен је од мајке Ђурће и оца Димитрија, земљорадника. Његово световно име је Пејча Милић.
Основну школу завршио је у родној Ораовици где је живео до другог светског рата. У априлу месецу 1942. године у склопу репресивних мера које је бугарска окупаторска власт вршила над српским становништвом, интернирала га је у Бугарску на присилни рад. У јужном делу Бугарске под врло тешким условима, на непрекидном физичком раду провео је до месеца новембра 1942. Пошто је због лошег здравственог стања пуштен на слободу вратио се у дом својих родитеља. Овде је провео шест месеци у размишљању како да остави родитеље и три сестре (Иконија, Дарка и Вида) и да се замонаши.
Са благословом својих родитеља и са упутом црквених власти дошао је 14. маја 1943. године у манастир Св. Прохор Пчињски где се посветио Богу. Замонашен је 4. јула 1943. године у истом манастиру.
У чин ипођакона призведен је 27. марта 1945. године. Већ 3. јуна на дан Св. цара Констатина и Јелене рукоположен је у чин јерођакона у придворном храму Св. Симеона Мироточивог у Патријаршији у Београду. У истом храму рукоположен је 16. октобра у чин јеромонаха.
Од септембра 1943. до 25. јануара 1948. године вршио је дужност старешине манастира Св. Прохора Пчињског . За сталног старешину манастира постављен је 26. јануара 1948. године уочи Св. Саве. Одлуком Св. Архијерејског Синода, а на предлог надлежног митрополита именован је за члана Епархијског савета/
Одликован је за ревносну службу црвеним појасом на Ускрс, 24. априла 1949. године. Произведен је у чин игумана у цркви Св. Тројице у Краљеву 25. априла 1952. године. Сва рукоположења, одликовања и производства примио је од ондашњег митрополита Скопског Јосифа Цвијовића.
Игуман Пимен преминуо је 1990. Године, сахрањен је на монашком гробљу у манастирској порти.

## Улога игумана Пимена Милића у очувању манастира Св. Прохора Пчињског
Игуман Пимен Милић је провео свој монашки живот и био старешина у манастиру Св. Прохора Пчињског у изузетно дугом периоду од 1943. године до своје смрти 1990. У тешким ратним временима, сукобљен са непријатељима са свих страна, бугарска окупациона зона и присуство качачких албанских банди, игуман Пимен пре свега је бринуо о опстанку манастира и очувању његове имовине. У томе је успевао, захваљујући својој оданости овој светињи, али и свом односу према народу коме она припада. Пре доласка бугарских окупационих снага у манастир мудро ће окречити две фреске на којима су четници и четнички добротвори из четничке акције по Старој Србији и Македонији, као и фреске српских краљева како их не би уништили окупатори.
Ни поратна времена у којем је манастир био руиниран и без икаквих материјалних средстава није био ништа лакши. Важио је за свештено лице које је у најтежим тренуцима по манастир својим принципијелним ставовима и захваљујући дару прилагођавања успео да сачува манастирски идентитет. У народу је био изузетно поштован и радо виђен гост у многим кућама.
Након неканонског проглашења аутокефалности Македонске православне цркве, уследио је притисак и на игумана Пимена и верни народ Пчиње да се приклоне новоформираној организацији и иступе из Српске православне цркве. Клеветан и мучен издржао је све невоље са вером у Бога и у веку када се од Србије само одвајало успео је да сачува манастир. Остало је забележено да када су комунистички промакедонски агитатори подговарали верни народ Пчиње на промену народ је одговарао: "Ће да буде како каже калуђер"! А калуђер је рекао не!